# Лорка Атлетіко
Футбольний клуб Лорка Атлетіко (ісп. Lorca Atlético Club de Fútbol) — іспанський футбольний клуб з міста Лорки. Заснований 2010 року. Домашні матчі проводив на стадіоні Франсіско Артес Карраско місткістю 8120 глядачів. За несплату зарплатні гравцям клуб перевели до Преференте Автономіка, а в серпні 2012 року він припинив існування.

## Історія
У липні 2010 року підприємець із Лорки Крістобаль Санчес Аркас купив клуб Сангонера Атлетіко із Мурсії й переніс його до свого міста. Професійні виступи клуб розпочав із Сегунда Дивізіону Б.
У червні 2012 року «Лорка Атлетіко», посівши 16-те місце, вилетіла до Терсера Дивізіону, а потім через несплату зарплатні гравцям її понизили в класі до рівня регіональної ліги. У серпні 2012 року клуб перестав існувати.

## Сезони за дивізіонами
| Сезон     | Рівень | Дивізіон  | Місце | Кубок Іспанії |
| --------- | ------ | --------- | ----- | ------------- |
| 2010—2011 | 3      | Сегунда Б | 15-те |               |
| 2011—2012 | 3      | Сегунда Б | 16-те |               |

- 2 сезони в Сегунда Дивізіоні Б

## зовнішні посилання
- Офіційний веб-сайт  (ісп.)
- Профіль футбольної команди [Архівовано 3 березня 2016 у Wayback Machine.] (ісп.)